# Sony Music Entertainment
Sony Music Entertainment (или просто Sony Music; сокр. SME) — американская звукозаписывающая и музыкальная компания Sony Entertainment. Вторая по величине звукозаписывающая компания «Большой тройки» после Universal Music Group и Warner Music Group. Её музыкальное издательское подразделение Sony Music Publishing является крупнейшим музыкальным издателем в мире.

## История
Американская корпорация звукозаписи (ARC) была основана в 1929 году в результате слияния нескольких звукозаписывающих компаний. В течение следующих нескольких лет компания росла, приобретая в 1934 году другие бренды, такие как Columbia Phonograph Company, в том числе её дочернюю компанию Okeh Records.
17 ноября 1987 года Sony Corporation of America (SCA, нью-йоркская «дочка» Sony, созданная как зонтичная компания для управления операциями и активами японской корпорации на территории Северной Америки) приобрела CBS Records (звукозаписывающее подразделение CBS, сотрудничавшее в то время с такими звёздами, как Майкл Джексон) за $2 млрд. Согласно условиям сделки, с 1 января 1988 года SCA получила переходную 3-летнюю лицензию на торговую марку «CBS», и по истечении этого срока переименовала приобретённую компанию в Sony Music Entertainment.
В августе 2004 года Sony создала совместное предприятие с Bertelsmann путём объединения Sony Music и Bertelsmann Music Group (BMG) в Sony BMG Music Entertainment. Через 4 года было объявлено, что Sony готова выкупить у Bertelsmann её долю в 50 % акций, и к 1 октября 2008 года сделка была завершена, а компанию вновь переименовали в Sony Music Entertainment.

## Компания сегодня
Компания объединяет более 200 лейблов, многие из которых стали легендарными за долгое время своей успешной работы — это Columbia, RCA, Arista, Epic и другие. Подробнее в статье Список лейблов Sony Music.
Sony Music (и лейблы, приобретённые ею) стала родным домом для знаменитых артистов XX века: Фрэнк Синатра, Дин Мартин, Лучано Паваротти, Монсеррат Кабалье, Элвиса Пресли, Джеймс Браун, Барри Уайт, Шер, Лайза Миннелли, Майкла Джексона, The Temptations, AC/DC, Metallica, Boney M., Eruption, Milli Vanilli, Aerosmith, Pink Floyd, Queen, Led Zappelin, Bee Gees, Eurythmics, Адриано Челентано, Майлза Дэвиса, Боба Дилана, Барбары Стрейзанд, Селин Дион, Оззи Осборна, Джорджа Майкла, Уитни Хьюстон, Андреа Бочелли, Ричард Маркс, Хулио Инглесиас, Том Джонс, Джо Кокер, Дэвид Боуи и множества других. Сегодня ситуация не изменилась, с Sony Music работают BTS, Kasabian, Аврил Лавин, Бритни Спирс, Бейонсе, Алиша Киз, Леона Льюис, Дайдо, Пинк, Шакира, Адель, One Direction, Depeche Mode, Милен Фармер, Тейлор Свифт, Кэти Перри, Канье Уэст, 50 Cent, Dr. Dre, Imagine Dragons и другие.
Среди российских артистов, являющихся резидентами лейбла — Сергей Рахманинов, Игорь Стравинский, Дмитрий Хворостовский, Юрий Башмет, Денис Мацуев, Диана Арбенина, Сергей Лазарев, GONE.Fludd, Kizaru и др.
В марте 2022 года компания объявила о приостановке деятельности в России. В сентябре 2022 года компания заявила о полном уходе из России.

## Лейблы
- Arista Records
- Columbia Records
- Epic Records
- RCA Records
- RCA Inspiration
- Legacy Recordings
- Sony Music Nashville
- Sony Classical Records
- Sony Music Latin
- Sony Masterworks
- Sony Music Publishing
- The Orchard
- Provident Label Group